# Huigobio chenhsienensis
Huigobio chenhsienensis és una espècie de peix cipriniforme de la família dels ciprínids.

## Morfologia
Els mascles poden assolir 8,3 cm de longitud total.

## Hàbitat
És un peix d'aigua dolça i de clima subtropical.

## Distribució geogràfica
Es troba a Àsia: rius Caoejiang i Zhujiang a la Xina.